# Cymbium pachyus
Cymbium pachyus is een slakkensoort uit de familie van de Volutidae. De wetenschappelijke naam van de soort is voor het eerst geldig gepubliceerd in 1930 door Pallary.